# Moldova Nouă
Moldova Nouă (în maghiară Újmoldova, în cehă Nová Moldava, în germană Neumoldowa, în sârbă Nova Moldava sau Boșniak) este un oraș în județul Caraș-Severin, Banat, România, format din localitățile componente Măcești, Moldova Nouă (reședința), Moldova Veche și Moldovița. Are o populație de peste 13.000 locuitori. Este unul din cele mai importante orașe ale județului.

## Istoric
Este atestat prima dată în jurul anului 1600. Din 1956 primește statutul de oraș.
- Moldova Veche, localitate componentă a orașului Moldova Nouă, port la Dunăre. Aici s-a aflat cetatea dacică Mudava, lângă care romanii au construit un castru, peste care în 1427-1428 se ridica o cetate ce a fost, apoi, distrusă de turci în secolul al XVII-lea;

- Pescari localitate rurală, ruinele unei cetăți medievale, care este considerată a fi la origine reședința voievodului Glad, reclădită apoi în etape: prima incintă în secolul al XIII-lea, zidul înconjurător în secolul al XIV-lea, nucleul central în secolul al XV-lea; în apropiere, peștera Gaura Chindiei, în care s-au găsit desene rupestre și o inscripție în chirilică, datând din secolul al X-lea - al XI-lea;
- Sfânta Elena, localitate rurală întemeiată de coloniști cehi aduși aici pentru exploatări forestiere în 1825-1828, platou carstic cu numeroase forme atractive: lapiezuri (stânci lustruite, brăzdate de șanțuri cu diferite adâncimi, despărțite de creste ascutițe), doline, lacuri de dimensiuni mici instalate în doline etc.;
- Rezervația naturală Valea Mare, în suprafață de 1.179 ha, reprezentată de o pădure în care cresc specii mediteraneene și submediteraneene (mojdreanul, paltinul de munte, liliacul), cu numeroase poieni, unde crește în mod natural iedera albă, lucerna arăbească, scumpia etc.
- Zona umedă Ostrov - Moldova Veche (1.627 ha), arie de protecție specială avifaunistică.

## Stemă
Stema orașului Moldova Nouă, se compune dintr-un scut triunghiular, cu marginile rotunjite, tăiat de o fascie undată, compusă din șase fascii mici, trei de argint și trei albastre, care se intercalează. În câmpul superior, pe fond albastru, se află o ancoră cu vârful în jos, de argint, cu funie șerpuită de aur; ancora este flancată, dreapta-stânga, de câte un pește înotând, de aur. În câmpul inferior, zidit, roșu, se află o gură de mină cu zidărie de argint, broșată de două ciocane minerești încrucișate, de argint. Scutul este trimbrat de o coroană murală de argint, cu trei turnuri crenelate.
Semnificațiile elementelor însumate:
Brâul undat reprezintă fluviul Dunărea, iar ancora semnifică faptul că localitatea este port. Peștele reprezintă bogăția piscicolă a zonei și una dintre ocupațiile tradiționale ale locuitorilor. Gura de mină relevă ponderea activității miniere în economia localității, predominantă fiind exploatarea de cupru. Câmpul zidit simbolizează trecutul istoric al localității, încă de pe vremea romanilor.
Coroana murală cu trei turnuri crenelate semnifică faptul că localitatea are rangul de oraș.

## Demografie
Componența etnică a orașului Moldova Nouă
     Români (69,77%)
     Sârbi (10,66%)
     Romi (1,44%)
     Alte etnii (1,17%)
     Necunoscută (16,95%)
Componența confesională a orașului Moldova Nouă
     Ortodocși (66,52%)
     Ortodocși sârbi (8,49%)
     Baptiști (2,85%)
     Romano-catolici (2,1%)
     Penticostali (1,96%)
     Alte religii (0,61%)
     Necunoscută (17,46%)
Conform recensământului efectuat în 2021, populația orașului Moldova Nouă se ridică la 9.278 de locuitori, în scădere față de recensământul anterior din 2011, când fuseseră înregistrați 12.350 de locuitori. Majoritatea locuitorilor sunt români (69,77%), cu minorități de sârbi (10,66%) și romi (1,44%), iar pentru 16,95% nu se cunoaște apartenența etnică. Din punct de vedere confesional, majoritatea locuitorilor sunt ortodocși (66,52%), cu minorități de ortodocși sârbi (8,49%), baptiști (2,85%), romano-catolici (2,1%) și penticostali (1,96%), iar pentru 17,46% nu se cunoaște apartenența confesională.
030006000900012.00015.00018.000195619661977199220022011populațiePopulația istorică din Moldova Nouă
Date: Recensăminte sau birourile de statistică - grafică realizată de Wikipedia

## Politică și administrație
Orașul Moldova Nouă este administrat de un primar și un consiliu local compus din 17 consilieri. Primarul, Adrian-Constantin Torma[*], de la Partidul Social Democrat, este în funcție din 1 noiembrie 2024. Începând cu alegerile locale din 2024, consiliul local are următoarea componență pe partide politice:
|  | Partid                          | Consilieri | Componența Consiliului | Componența Consiliului | Componența Consiliului | Componența Consiliului | Componența Consiliului | Componența Consiliului | Componența Consiliului | Componența Consiliului |
|  | ------------------------------- | ---------- | ---------------------- | ---------------------- | ---------------------- | ---------------------- | ---------------------- | ---------------------- | ---------------------- | ---------------------- |
|  | Partidul Social Democrat        | 8          |                        |                        |                        |                        |                        |                        |                        |                        |
|  | Partidul Național Liberal       | 4          |                        |                        |                        |                        |                        |                        |                        |                        |
|  | Uniunea Sârbilor din România    | 2          |                        |                        |                        |                        |                        |                        |                        |                        |
|  | Alianța pentru Unirea Românilor | 1          |                        |                        |                        |                        |                        |                        |                        |                        |
|  | Partidul Verde                  | 1          |                        |                        |                        |                        |                        |                        |                        |                        |
|  | Țițirigă Dănuț-Cristian         | 1          |                        |                        |                        |                        |                        |                        |                        |                        |

## Personalități născute aici
- Ella Zeller (1933 - 2025), jucătoare de tenis de masă;
- Raul Costin (n. 1985), fotbalist.
- Mihai Mutascu (n. 1974), economist, profesor universitar;
- Mihăiță Pleșan (n. 1983), fotbalist;
- Anca Pop (1984 - 2018), cântăreață româno-canadiană;
- Clara Vădineanu (n. 1986), handbalistă;
- Iasmin Latovlevici (n. 1986), fotbalist;
- Alin Dobrosavlevici (n. 1994), fotbalist;
- Ștefan Blănaru (n. 1989), fotbalist;
- Deian Sorescu (n. 1997), fotbalist.

## Vezi și

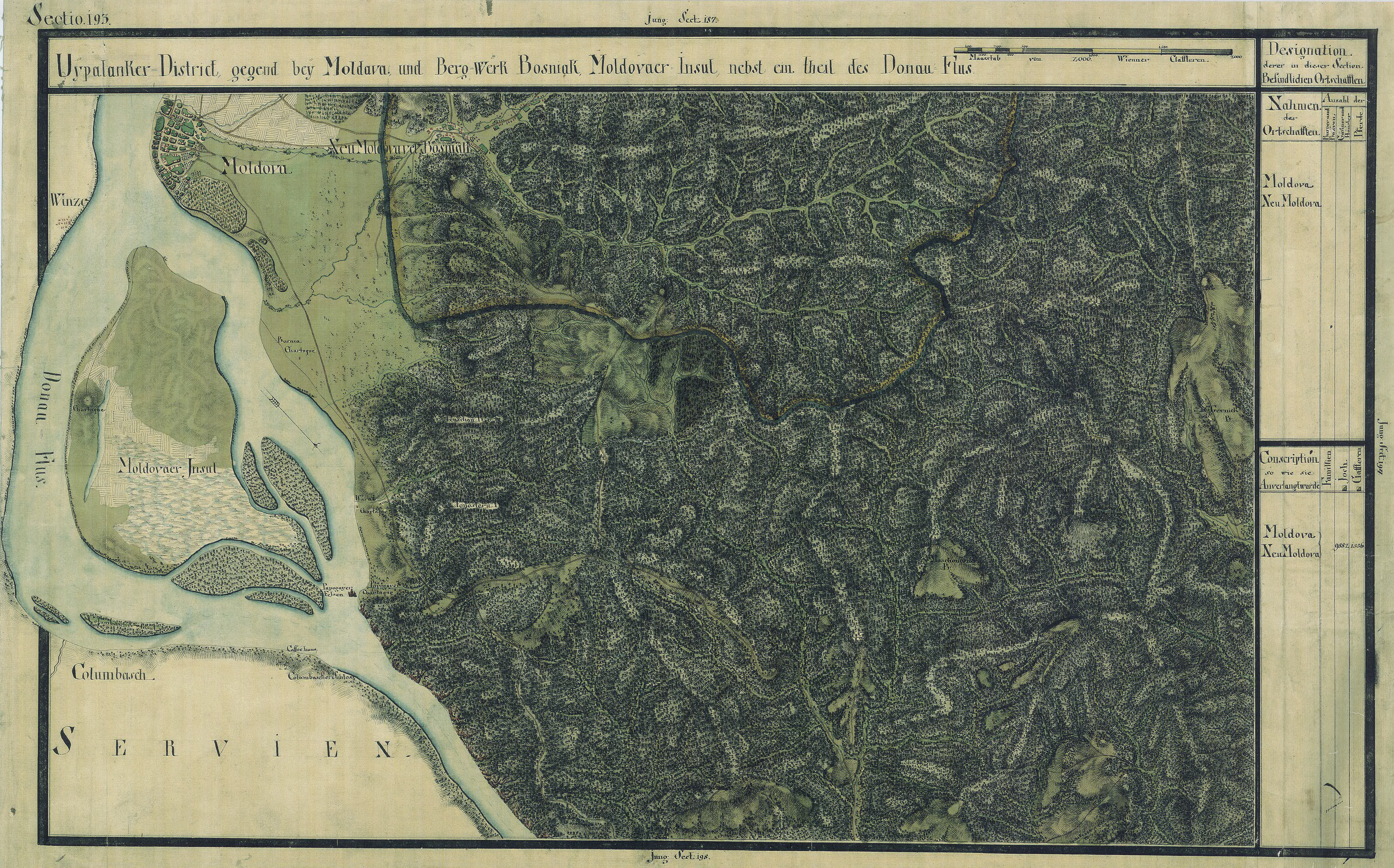
Moldova Nouă în Harta Iosefină a Banatului, 1769-72